# 白川昌生
白川 昌生（しらかわ よしお、1948年1月27日 - ）は、美術家、美術評論家。本名、白川芳夫。群馬県立女子大学、前橋工科大学講師。

## 経歴
福岡県戸畑市（現・北九州市戸畑区）に生まれる。九州産業大学芸術学部中退。国立デュッセルドルフ美術大学卒業（マイスター）。フランスやドイツで作家活動を行った後、1983年帰国。1993年、地域と美術をつなぐ美術活動団体「場所・群馬」を創設。
2017年、自身の作品「群馬県朝鮮人強制連行追悼碑」が群馬県立近代美術館の企画展「群馬の美術2017」への出品を取り消された。美術館側の対応に対して、白川は「同館の対応は、作家の権利と公共の利益を省みない不当な判断であると考えます」と抗議した。後日、同作品は渋川市のギャラリーで展示された。

## 著書
- 『白川昌生作品集』現代企画室 1995
- 『美術、市場、地域通貨をめぐって』水声社 2001
- 『美術・マイノリティ・実践 もうひとつの公共圏を求めて』水声社 2005
- 『美術・記憶・生』水声社 2007
- 『美術館・動物園・精神科施設』水声社 2010
- 『西洋美術史を解体する』水声社 2011
- 『贈与としての美術』水声社 水声文庫　2014

### 共編著
- 『日本のダダ 1920-1970』編 風の薔薇 1988
- 『村山知義とクルト・シュヴィッタース』マルク・ダシー,松浦寿夫,塚原史,田中純共著 水声社 2005
- 『フィールド・キャラバン計画へ　白川昌生2000‐2007』松浦寿夫,北澤憲昭、稲賀繁美,福住廉,真武真喜子,花田伸一,染谷滋共著 水声社 2007
- 『彫刻の問題』金井直,小田原のどか共著 トポフィル 2017

## 論文
- Cinii